# Eleição municipal de São Carlos em 2016
A eleição municipal de São Carlos em 2016 aconteceu no dia 2 de outubro daquele ano para eleger o prefeito, o vice-prefeito e 21 vereadores no município de São Carlos situado no estado de São Paulo, Brasil. 
Airton Garcia (PSB) foi eleito para o cargo de prefeito com 39% dos votos válidos. Ele e seu companheiro de chapa, Giuliano Cardinali (PSD) se consagraram vitoriosos ainda no primeiro turno após concorrer com outras cinco coligações.
Foram trezentos e vinte e nove aqueles que pleitearam uma das vinte e uma vagas na câmara municipal, entre os vereadores eleitos apenas duas mulheres: Laíde de Uipa (PMDB) e Cidinha do Oncológico (SD). Sendo que os dois mais votados foram Julio Cesar e Luis Henrique Kiki, ambos do Democratas.
O eleitorado do município de São Carlos, contava com 179.391 pessoas aptas a votar, o quórum era formado por 86.268 eleitores homens (48,09%) e 92.885 mulheres (51,78%). Dividindo participação dos votantes por faixa etária temos: 7,06% dos eleitores entre jovens de 21 a 24 anos; 21,31% entre homens e mulheres de 25 a 34 anos, 25,38% entre homens e mulheres com idade de 45 a 59 anos.

## Antecedentes
Na eleição municipal de 2012, Paulo Altomani, do PSDB, venceu a eleição no primeiro turno. O candidato do PSDB foi eleito com 48,91% dos votos válidos.
Já nas eleições para prefeito de 2008, os eleitores de São Carlos elegeram no domingo, 05/10/2008, o candidato Oswaldo Barba (PT), como o novo prefeito da cidade. Na eleição, teve o apoio de PMDB, PDT, PCdoB, PTC, PRP, PSC e PR. 

## São Carlos, Odebrecht Ambiental e o Caixa 2
Em 2017, Guilherme Pamplona Paschoal, ex-executivo da Odebrecht Ambiental contou que a empresa teria entregado dinheiro de caixa 2 para a campanha de Oswaldo Barba. De acordo com Paschoal, o ele foi informado que essa contribuição seria realizada provavelmente via caixa 2, uma vez que a Odebrecht, por ser uma companhia de serviços públicos de água e esgoto, não poderia fazer a doação oficial. Foi feita a definição do valor de R$ 500 mil ao candidato às eleições de 2012,  Oswaldo Barba. Proém, o valor repassado para a candidatura foi de R$ 350 mil. Paschoal também afirmou que a companhia alterou o apoio quando notou que o candidato petista não venceria. De acordo com ele, quando perceberam que Barba não iria ganhar, procuraram o candidato Paulo Altomani e fizeram a contribuição dos R$ 150 mil restantes. O ex-executivo afirma que ligou para Altomani e agendou um encontro no escritório do candidato, em sua indústria. Paschoal achou que era possível, caso eleito, realmente abrir um processo de estudo, de avaliação técnica e econômica para abrir o processo licitatório. 
Segundo o depoimento do ex-executivo, após Altomani vencer as eleições ele iniciou os estudos, mas decidiu não abrir nenhum processo. De acordo com ele, "houve uma revolução, houve uma consternação dos servidores públicos do Saae, que impediram que ele prosseguisse com o processo, não foi aberto nenhum processo licitatório. Acho que o prefeito não quis correr ou sofrer qualquer risco político”, disse Paschoal.
O ex-prefeito de São Carlos, Oswaldo Barba, não quis se pronunciar. Por telefone ao site G1, ele disse que as doações para campanha foram feitas de forma lícita. Paulo Altomani chegou a marcar uma entrevista, mas desmarcou no dia seguinte. Ele informou que nunca fez compromisso para abrir concessão dos serviços municipais, como o Saae.

## Eleitorado
Em 2016, 179.715 eleitores estavam aptos para participar das eleições. No entanto, apenas 78,98% destes participaram.
O total de votos válidos foi 123.528. 

## Candidatos
Seis partidos indicaram candidatos à prefeitura em 2016:
| Candidato(a)   | Vice               | Partido | Coligação                                                                                       |
| -------------- | ------------------ | ------- | ----------------------------------------------------------------------------------------------- |
| Airton Garcia  | Giuliano Cardinali | PSB     | São Carlos é coisa boa (PSB / PSC / PMB / PRTB / PRP / PSD / PPS / PTC / PP / PROS / PTN / PEN) |
| Dante Peixoto  | Ana Luiza          | PSOL    | PSOL                                                                                            |
| Bragatto       | Edson Ricardo      | PV      | Frente reconstruir São Carlos (PV / PDT / REDE / PC do B / PPL)                                 |
| Netto Donato   | Diana Cury         | PMDB    | A mudança que você quer (PMDB / DEM)                                                            |
| Lineu Navarro  | Candida            | PT      | PT                                                                                              |
| Paulo Altomani | Claudio Di Salvo   | PSDB    | Para São Carlos Seguir Forte (PSDB / PTB / SD / PR / PSDC / PRB)                                |

## Pesquisas
Em pesquisa do Ibope, divulgada em 22 de agosto de 2016, Airton Garcia apareceu com 38% das intenções de voto, Paulo Altomani 12%, Bragatto 11% e Lineu Navarro, Netto Donato e Dante Peixoto apareceram respectivamente com 10%, 5% e 3%.
O Ibope também perguntou em quem eles não votariam de jeito nenhum. Paulo Altomani lidera a lista com 64% de rejeição, Airton Garcia 27%, Lineu Navarro 23% e Bragatto, Dante Peixoto e Netto Donato receberam respectivamente 13%, 12% e 10% de rejeição cada.
Em 16 de setembro de 2016 foi divulgada nova pesquisa do Ibope, Airton Garcia apareceu com 49% das intenções de voto, Paulo Altomani 10%, Bragatto 9%, Liceu Navarro e Netto Donato empatados com 6% e Dante Peixoto com preferência de 2% da população.
Em terceira pesquisa do Ibope, divulgada em 01 de outubro de 2016, Airton Garcia teve 40% das intenções de voto, Walcinyr Bragatto teve 13%, Donato 11%, Paulo Altomani 9%, Lineu Navarro e Danta Peixoto empatados em último com 5% das intenções de voto.
| Data de realização     | Data de divulgação | Instituto | Número de registro no TRE | Contratante | Entrevistados | Margem de erro | Candidato | Candidato | Candidato | Candidato | Candidato | Candidato | Não sabe/ Não respondeu | Brancos e nulos |
| Data de realização     | Data de divulgação | Instituto | Número de registro no TRE | Contratante | Entrevistados | Margem de erro | Airton    | Altomani  | Bragatto  | Lineu     | Donato    | Dante     | Não sabe/ Não respondeu | Brancos e nulos |
| ---------------------- | ------------------ | --------- | ------------------------- | ----------- | ------------- | -------------- | --------- | --------- | --------- | --------- | --------- | --------- | ----------------------- | --------------- |
| de 18 a 20 de agosto   | 22 de agosto       | IBOPE     | TRE/SP 01447/2016         | EPTV        | 504           | ±4%            | 38%       | 12%       | 11%       | 10%       | 5%        | 3%        | 5%                      | 16%             |
| de 13 a 15 de setembro | 16 de setembro     | IBOPE     | TRE/SP 02720/2016         | EPTV        | 504           | ±4%            | 49%       | 10%       | 9%        | 6%        | 6%        | 2%        | 5%                      | 13%             |
| de 28 a 30 de setembro | 01 de outubro      | IBOPE     | TRE/SP 06815/2016         | EPTV        | 504           | ±4%            | 40%       | 9%        | 13%       | 5%        | 11%       | 5%        | 5%                      | 13%             |

## Resultados

### Prefeito
No dia 2 de outubro, Airton Garcia, do PSB, foi eleito com 39,63% dos votos válidos.
| Candidato(a)           | Vice                   | 1º Turno 2 de outubro de 2016 | 1º Turno 2 de outubro de 2016 |
| Candidato(a)           | Vice                   | Votação                       | Votação                       |
|                        |                        | Total                         | Porcentagem                   |
| ---------------------- | ---------------------- | ----------------------------- | ----------------------------- |
| Airton Garcia          | Giuliano Cardinali     | 48.951                        | 39,63%                        |
| Netto Donato           | Diana Cury             | 25.016                        | 20,25%                        |
| Walcynir Bragatto      | Edson Ricardo          | 23.234                        | 18,81%                        |
| Paulo Altomani         | Claudio Di Salvo       | 14.096                        | 11,41%                        |
| Lineu Navarro          | Candida                | 7.309                         | 5,92%                         |
| Dante Peixoto          | Ana Luiza              | 4.922                         | 3,98%                         |
| Total de votos válidos | Total de votos válidos | 123.528                       | 87,03%                        |
| Votos em branco        | Votos em branco        | 5.634                         | 3,97%                         |
| Votos nulos            | Votos nulos            | 12.771                        | 9,00%                         |
| Total                  | Total                  | 141.933                       | 100%                          |
| Abstenções             | Abstenções             | 37.782                        | 21,02%                        |
| Votos apurados         | Votos apurados         | 141.933                       | 78,98%                        |
| Total de eleitores     | Total de eleitores     | 179.715                       | 100%                          |

### Vereador[8]
| Candidato             | Partido | Votos | Porcentagem |
| --------------------- | ------- | ----- | ----------- |
| Julio Cesar           | DEM     | 3.111 | 2,60%       |
| Luis Enrique Kiki     | DEM     | 3.075 | 2,57%       |
| Leandro Guerreiro     | PSB     | 2.869 | 2,39%       |
| Lucão                 | PMDB    | 2.749 | 2,29%       |
| Laide da Uipa         | PMDB    | 2.440 | 2,04%       |
| João Muller           | PMDB    | 2.179 | 1,82%       |
| Rodson                | PSDB    | 2.168 | 1,81%       |
| Marquinho Amaral      | PMDB    | 1.954 | 1,63%       |
| Cidinha do Oncológico | SD      | 1.901 | 1,59%       |
| Sérgio Rocha          | PTB     | 1.899 | 1,58%       |
| Paraná Filho          | PSB     | 1.878 | 1,57%       |
| Roselei Françoso      | REDE    | 1.856 | 1,55%       |
| Robertinho Mori       | PSDB    | 1.744 | 1,45%       |
| Professor Azuaite     | PPS     | 1.702 | 1,42%       |
| Gustavo Pozzi         | PR      | 1.682 | 1,40%       |
| Edson Ferreira        | PRB     | 1.358 | 1,13%       |
| Chico Loco            | PSB     | 1.244 | 1,04%       |
| Malabim               | PTB     | 1.217 | 1,02%       |
| Moisés Lazarine       | DEM     | 1.209 | 1,01%       |
| Elton Carvalho        | PSB     | 1.102 | 0,92%       |
| Dimitri               | PDT     | 996   | 0,83%       |

| Votos nominais   | 110.802 | 92,43% |
| Votos em legenda | 9.081   | 7,57%  |
| Votos válidos    | 119.883 | 84,46% |
| Votos nulos      | 12.692  | 8,94%  |
| Votos em branco  | 9.358   | 6,59%  |
| Total            | 141.993 | 100%   |